# Lieja-Bastogne-Lieja 2017
La Lieja-Bastogne-Lieja 2017 fou l'edició número 103 de la clàssica ciclista Lieja-Bastogne-Lieja. Es disputà el diumenge 23 d'abril de 2017 sobre un recorregut de 248,0 km i fou la divuitena prova de l'UCI World Tour 2017. Aquesta era la darrera de les tres curses de les Ardenes, després de l'Amstel Gold Race i la Fletxa Valona.
El vencedor final fou l'espanyol Alejandro Valverde (Movistar). Aquesta era la quarta victòoria de Valverde en aquesta clàssica, després de les aconseguides el 2006, 2008 i 2015. Amb el mateix temps finalitzà l'irlandès Daniel Martin (Quick-Step Floors), mentre Michał Kwiatkowski (Team Sky), completà el podi, a tres segons del vencedor.
Alejandro Valverde va dedicar el triomf al seu amic Michele Scarponi, mort el dia abans quan fou atropellat per una furgoneta. A més, Valverde expressà la voluntat de fer donació dels premis d'aquesta victòria a la seva família.

## Equips participants
En ser la Lieja-Bastogne-Lieja una cursa de l'UCI World Tour els 18 equip amb categoria World Tour tenen el dret i obligació a prendre-hi part. A banda, l'organitzador ASO va convidar a set equips continentals professionals, per totalitzar un gran grup de 25 equips i 200 corredors.
| WorldTeams (18)- AG2R La Mondiale - Astana - Bahrain-Merida - BMC Racing Team - Bora-Hansgrohe - Cannondale-Drapac - Dimension Data - FDJ - Katusha-Alpecin - Lotto NL-Jumbo - Lotto-Soudal - Movistar Team - Orica-Scott - Quick-Step Floors - Sky - Team Sunweb - Trek-Segafredo - UAE Team Emirates Equips continentals professionals (7)- Aqua Blue Sport - Cofidis, Solutions Crédits - Direct Énergie - Roompot-Nederlandse Loterij - Sport Vlaanderen-Baloise - WB-Veranclassic-Aqua Protect - Wanty-Groupe Gobert |
| |

## Recorregut
| Núm. | Nom                          | Km    | Llargada | Pendent | Km arribada |
| ---- | ---------------------------- | ----- | -------- | ------- | ----------- |
| 1    | Cota de la Roche-en-Ardenne  | 70    | 2.800    | 6,2 %   | 188         |
| 2    | Cota de Saint-Roch           | 116   | 1.000    | 11,2 %  | 142         |
| 3    | Cota de Pont                 | 168   |          |         | 90          |
| 4    | Côte de Bellevaux            | 172   |          |         | 86          |
| 5    | Cota de la ferme Libert      | 180   |          |         | 78          |
| 6    | Coll de Rosier               | 198   | 4.400    | 5,9 %   | 60          |
| 7    | Cota de Maquisard            | 211   | 3 000    | 5 %     | 47          |
| 8    | Cota de La Redoute           | 222,5 | 2.000    | 8,9 %   | 35,5        |
| 9    | Cota de la Roche aux faucons | 239   | 1.300    | 11 %    | 19          |
| 9    | Cota de Saint-Nicolas        | 252,5 | 1.200    | 8,6 %   | 5,5         |

## Classificació final
| \| Classificació general \| Classificació general \| Classificació general \| Classificació general \| Classificació general \| \| Corredor \| Corredor \| Equip \| Temps \| \| \| --------------------- \| --------------------------- \| -------------------------- \| --------------------- \| --------------------- \| \| 1r \| Alejandro Valverde Belmonte \| Movistar Team \| 6h 24' 27" \| \| \| 2n \| Daniel Martin \| Quick-Step Floors \| + 0" \| \| \| 3r \| Michał Kwiatkowski \| Team Sky \| + 3" \| \| \| 4t \| Michael Matthews \| Team Sunweb \| + 3" \| \| \| 5è \| Ion Izagirre Insausti \| Bahrain-Merida \| + 3" \| \| \| 6è \| Romain Bardet \| AG2R La Mondiale \| + 3" \| \| \| 7è \| Michael Albasini \| Orica-Scott \| + 3" \| \| \| 8è \| Adam Yates \| Orica-Scott \| + 7" \| \| \| 9è \| Michael Woods \| Cannondale-Drapac \| + 7" \| \| \| 10è \| Rafał Majka \| Bora-Hansgrohe \| + 7" \| \| \| 11è \| Greg Van Avermaet \| BMC Racing Team \| + 7" \| \| \| 12è \| Domenico Pozzovivo \| AG2R La Mondiale \| + 7" \| \| \| 13è \| Sergio Henao Montoya \| Team Sky \| + 7" \| \| \| 14è \| Rui Alberto Faria da Costa \| UAE Team Emirates \| + 10" \| \| \| 15è \| Jakob Fuglsang \| Astana \| + 10" \| \| \| 16è \| Fabio Felline \| Trek-Segafredo \| + 14" \| \| \| 17è \| Rudy Molard \| FDJ \| + 14" \| \| \| 18è \| Julien Simon \| Cofidis, Solutions Crédits \| + 14" \| \| \| 19è \| Jelle Vanendert \| Lotto-Soudal \| + 14" \| \| \| 20è \| Patrick Konrad \| Bora-Hansgrohe \| + 14" \| \| |                             |                            |            |
| |                             |                            |            |
| Font: ProCyclingStats |                             |                            |            |
| Classificació general |                             |                            |            |
| Corredor | Corredor                    | Equip                      | Temps      |
| 1r | Alejandro Valverde Belmonte | Movistar Team              | 6h 24' 27" |
| 2n | Daniel Martin               | Quick-Step Floors          | + 0"       |
| 3r | Michał Kwiatkowski          | Team Sky                   | + 3"       |
| 4t | Michael Matthews            | Team Sunweb                | + 3"       |
| 5è | Ion Izagirre Insausti       | Bahrain-Merida             | + 3"       |
| 6è | Romain Bardet               | AG2R La Mondiale           | + 3"       |
| 7è | Michael Albasini            | Orica-Scott                | + 3"       |
| 8è | Adam Yates                  | Orica-Scott                | + 7"       |
| 9è | Michael Woods               | Cannondale-Drapac          | + 7"       |
| 10è | Rafał Majka                 | Bora-Hansgrohe             | + 7"       |
| 11è | Greg Van Avermaet           | BMC Racing Team            | + 7"       |
| 12è | Domenico Pozzovivo          | AG2R La Mondiale           | + 7"       |
| 13è | Sergio Henao Montoya        | Team Sky                   | + 7"       |
| 14è | Rui Alberto Faria da Costa  | UAE Team Emirates          | + 10"      |
| 15è | Jakob Fuglsang              | Astana                     | + 10"      |
| 16è | Fabio Felline               | Trek-Segafredo             | + 14"      |
| 17è | Rudy Molard                 | FDJ                        | + 14"      |
| 18è | Julien Simon                | Cofidis, Solutions Crédits | + 14"      |
| 19è | Jelle Vanendert             | Lotto-Soudal               | + 14"      |
| 20è | Patrick Konrad              | Bora-Hansgrohe             | + 14"      |